# Emilio Manfredi
Emilio Manfredi (Cella Dati, 1899 – ...) è stato un calciatore italiano, di ruolo difensore.

## Carriera
Dopo aver militato nell'U.S. Torinese, Manfredi passa alla Cremonese, con cui disputa due campionati di Prima Divisione, totalizzando 24 presenze in massima serie. L'esordio con i grigiorossi lo fa il 30 novembre 1924 nella partita Spezia-Cremonese (0-0).